# Kasimir II. (Kujawien)
Kasimir II. (poln. Kazimierz II; * zwischen 1262 und 1265; † 10. Juni 1294) war ein polnischer Herzog aus dem Adelsgeschlecht der kujawischen Piasten.

## Leben
Kasimir war Sohn von Herzog Kasimir I. von Kujawien († 1267) und dessen zweiter Ehefrau, der schlesischen Prinzessin Euphrosine von Oppeln. Nach dem Tod seines Vaters wurde er unter die Obhut seiner Mutter gestellt, die bis 1275 die Regentschaft im Dobriner Land und Brześć Kujawski übernahm. Ab 1288 wurde er Herzog in Łęczyca. 1289 unterstützte er mit seinem älteren Bruder Ladislaus Ellenlang die Bemühungen um den Krakauer Thron von Bolesław II. In der Schlacht von Siewierz besiegten sie das Herr von Heinrich III. von Glogau, Bolko I. von Oppeln und Primislaus I. von Glogau-Sprottau. Danach unterstützte er Ladislaus Ellenlang gegen König Wenzel II. 1292 gerieten beide jedoch in die Gefangenschaft von Wenzel. Doch bereits 1293 kam es zu einem Treffen zwischen Kasimir, Ladislaus, Przemysł II. und Erzbischof Jakub Świnka in Gnesen, um eine Allianz gegen Wenzel zu schmieden. Doch bereits im Jahr darauf fiel Kasimir in der Schlacht von Trojanow gegen die Litauer. Möglicherweise wurde er in dem Kollegiatstift von Tum beigesetzt.

## Ehe und Familie
Kasimir heiratete nicht und hatte keine Kinder. Sein Herzogtum erbte sein ältere Bruder Ladislaus Ellenlang.